# Rolf Lislevand
Rolf Lislevand (Oslo, 30 december 1961) is een Noors gitarist en bespeler van de luit en soortgelijke muziekinstrumenten.
Hij studeerde klassiek gitaar aan de Noorse Staatakademie voor Muziek van 1980 tot en met 1984. Daarna zette Lislevand zijn muzikale opleiding voort aan de Schola Cantorum Basiliensis in Zwitserland. Zijn docenten Hopkinson Smith en Eugène Dombois begeleidden hem tot en met 1987. Lislevand ging toen spelen in ensembles als Hespèrion XX, La Capella Reial de Catalunya en The Concert des Nations. Jordi Savall hielp hem door de jaren heen ervaringen opdoen in het repertoire van de 17e-eeuwse muziek voor de viola da gamba, Montserrat Figueras leerde hem 16e- en 17e-eeuwse Spaanse vocale muziek. Lislevand leeft sinds 1987 is Verona, waar hij een poging doet de vroeg-17e-eeuwse muziek van Italië te reconstrueren. In Verona, ver weg van de moderne wereld, vond hij mensen die hem konden helpen bij zijn teruggaan naar de barokmuziek.
Vanaf dan ook gaat hij nieuwe gitaristen en luitisten opleiden. Eerst aan het Conservatoire National de Toulouse en vanaf 1993 aan de Staatliche Hochschule für Musik in Trossingen, Duitsland. Met name in Duitsland gaat hij zich ook verdiepen in de 19e-eeuwse muziek, maar ook in de meer humanistische levenswijze (en dus ook muziek). Tegelijkertijd verzorgt Lislevand concerten en maakt hij plaatopnamen met muziek uit zijn geliefde periode. Zijn muziekalbum met muziek van de Italiaan Hieronymus Kapsberger won een prijs in de categorie vroege muziek tijdens het MIDEM-festival in Cannes In 2000 deed hij dat nog eens dunnetjes over met een album gewijd aan de muziek van Santiago de Murcia (17e- en 18e-eeuwse muziek). De laatste jaren speelde hij in Nuove Musiche waarin hij juist 20e-eeuwse muziek speelt in een ensemble met luit, gitaar, teorbe, percussie en contrabas.

## Discografie
Naast album met muziek van Kapsberger en Merula speelde Lislevand ook muziek van Marin Marais, Luigi Boccherini, José Marin en Antonio Vivaldi. Bij die laatste week hij uit naar de mandoline.
- 2006: Nuove Musiche:
- 2009: Diminuito

- Bibsys: 99015485
- Bibliothèque nationale de France: cb13933969x (data)
- Catàleg d'autoritats de noms i títols de Catalunya: 981058507600506706
- Gemeinsame Normdatei: 135182670
- International Standard Name Identifier: 0000 0001 1570 878X
- Library of Congress Control Number: nr92039306
- MusicBrainz: e4f4eab7-e864-4838-9908-8ccd37c9ce35
- Nationale Bibliotheek van Tsjechië: xx0174103
- Nationale Bibliotheek van Israël: 987007457475305171
- Système universitaire de documentation: 109971973
- Virtual International Authority File: 54335938
- WorldCat: E39PBJv4pjTHX4QJ3mbc4KQ8YP